# Usługa dodana

Klasyfikacja usług telekomunikacyjnych

Usługa dodana (ang. value-added service, skrót VAS) – usługa oferowana w 
sieciach telekomunikacyjnych, kontrolująca usługi podstawowe (oparta jest wtedy na platformie sieci inteligentnych, np. serwis Pre Paid) lub wykorzystująca je do dostarczenia dodatkowych treści i możliwości nieuwzględnionych w specyfikacji standardu danego rodzaju sieci (np. możliwość wysłania 
informacji multimedialnej w formie MMS, Video On Demand, lub możliwość otrzymywania najnowszych informacji sportowych za pomocą SMS). 
Usługi dodane często realizowane są wspólnie z firmami niezwiązanymi bezpośrednio z telekomunikacją, ale dzięki własnemu profilowi działalności (np. 
media tradycyjne, dostawcy i twórcy treści multimedialnych), uzupełniającymi ofertę operatorów. 